# The Settlers: Dziedzictwo królów
The Settlers: Dziedzictwo królów (ang. The Settlers: Heritage of Kings) – piąta część serii gier komputerowych The Settlers, wydana w 2005 roku. Była to pierwsza część serii wykonana w pełnym trójwymiarze, na silniku RenderWare. Zrezygnowano z okrągłych, komiksowych postaci, na ich miejsce pojawiły się bardziej realistyczne modele ludzi.

## Historia
Gra jako pierwsza wprowadzała do serii bohaterów. Główny bohater, Dario, potomek dawnych władców, dostał od umierającej matki amulet - jedno z insygniów władzy, które teraz musi zebrać, zanim zrobi to zły Mordred. Dario zdołał zebrać grupę bohaterów, w której znaleźli się tacy bohaterowie jak łuczniczka Ari, wcześniej pracująca dla rozbójników, rycerz Erek, czy też Pielgrzym, ekspert od prochu.

## Rozgrywka
Gra jest strategią czasu rzeczywistego, w której ważną rolę odrywała gospodarka i budowanie kolejnych budynków zapewniających stały przypływ surowców. W stosunku do wcześniejszych części zmniejszono ilość surowców do 5 - drewno, glina, kamień, żelazo i siarka. Powrócono do idei centralnego budynku składującego surowce, znanego z pierwszej i drugiej części. W grze jest również złoto, zdobywane w formie podatków od pracujących mieszkańców. Można ustalać wysokość podatków, od niej zależne jest szczęście mieszkańców osady. Rozbudowano aspekt militarny i zwiększono ilość jednostek bojowych, są tutaj piechurzy, włócznicy, strzelcy, lekka i ciężka kawaleria, a także lekkie i ciężkie armaty - każdy rodzaj ma kilka podtypów, np. strzelcy mogą być wyposażeni w krótki lub długi łuk, kuszę czy arbalet (arbalistę według instrukcji). Do tego są jeszcze wspomniani bohaterowie, którzy dochodzą w trakcie kampanii - da się nimi kierować i są potężniejsi niż zwykłe jednostki żołnierzy.